# Judo tại Đại hội Thể thao Bán đảo Đông Nam Á 1973
Judo tại Đại hội Thể thao Bán đảo Đông Nam Á năm 1973 diễn ra từ ngày 4 đến 7 tháng 9 năm 1973 tại trường Trung học Chung Cheng, Singapore. Đây là lần đầu môn judo được đưa vào tranh tài tại kỳ Đại hội thể thao này, nội dung này chỉ dành cho các vận động viên nam, với 7 hạng cân thi đấu: Bantamweight, Lightweight, Light Middleweight, Middleweight, Light Heavyweight, Heavyweight và Open.
Các đoàn thể thao tham gia bao gồm Thái Lan, Việt Nam Cộng hòa, Singapore, Lào và Malaysia. Kết quả chung cuộc, đoàn chủ nhà Singapore dẫn đầu với 4 HCV, Thái Lan có 2 HCV, Malaysia giành 1 HCV và Lào cùng Việt Nam không có HCV nào.

## Tóm tắt kết quả

### Nam
| Hạng cân           | Vàng               | Bạc               | Đồng               |
| ------------------ | ------------------ | ----------------- | ------------------ |
| Bantamweight       | Montri Chomsakorn  | Nguyễn Xuân Khang | Low Chee Kiang     |
| Lightweight        | Tan Sin Aun        | Thao Ty           | M.T. Veloo         |
| Light Middleweight | Somnuk Kitisathorn | Bouakeo Daoleuang | Trương Đức Hiếu    |
| Middleweight       | Wong Kin Jong      | R. Somkhit        | Thach Cam Tong     |
| Light Heavyweight  | Nordin Hamzah      | Manmoham Singh    | Kavi Lurogvirujkul |
| Heavyweight        | Kan Kwok Toh       | Vithaya Tarnpien  | Sarban Singh       |
| Open               | Choo Kah Wah       | Thao Sien         | Musa Yassin        |

## Bảng huy chương
| Hạng               | Đoàn               | Vàng | Bạc | Đồng | Tổng số |
| ------------------ | ------------------ | ---- | --- | ---- | ------- |
| 1                  | Singapore (SIN)    | 4    | 1   | 1    | 6       |
| 2                  | Thái Lan (THA)     | 2    | 1   | 1    | 4       |
| 3                  | Malaysia (MAS)     | 1    | 0   | 3    | 4       |
| 4                  | Lào (LAO)          | 0    | 4   | 0    | 4       |
| 5                  | Việt Nam (VNM)     | 0    | 1   | 2    | 3       |
| Tổng số (5 đơn vị) | Tổng số (5 đơn vị) | 7    | 7   | 7    | 21      |